# しなの川
『しなの川』（しなのがわ）は、1973年2月から1974年2月までヤングコミックに連載された上村一夫の漫画作品（原作 岡崎英生）。また、1973年に野村芳太郎監督によって映画化された日本映画である。

## あらすじ
昭和3年、17歳の朝田竜吉は、十日町の高野家に奉公となる。高等女学校3年生の娘の高野雪絵と知り合う。雪絵は、駆け落ちした母親のことを気にしていた。その後、雪絵は長岡の高女に転校させられ、竜吉とは離れ離れになる。昭和5年、高女の国語教師で左翼の沖島雄介と恋仲になり、駆け落ちすることとなる。しかし、処女を与えた後、疎遠となる。十日町にかえり、雪絵と竜吉は再会する。そして、信濃川に落ちて心中するが、どちらも命は助かる。母が佐渡にいると聞いた雪絵は、母を訪ねまわり、ついに母に再会する。そして、父親が同性愛者であること、雪絵の父は父親ではないこと、さらに女としての生き方について母から話を聞く。雪絵は自分の中に流れている母の血を感じて母と和解し、家に戻ってから父親をも許し、父の薦める縁談を受けることにする。嫁入りの日、雪絵の姿を見つめる竜吉は満州へと旅立つ。

## 漫画
- 『しなの川』、少年画報社、1973年
- 『しなの川』全3巻、K&Bパブリッシャーズ、2005年

## 映画

### スタッフ
- 原作：岡崎英生
- 監督：野村芳太郎
- 企画：西野皓三
- 脚本：ジェームス三木
- 撮影：川又昂
- 編集：太田和夫
- 音楽：冨田勲
- 録音：栗田周十郎
- 照明：小林松太郎
- 助監督：大江英夫
- スチール：長谷川宗平
- 主題歌：「しなの川〜雪のさだめ」（歌：由美かおる）
  - 作詞：阿久悠／作曲：市川昭介／編曲：竜崎孝路

### キャスト
- 高野雪絵：由美かおる
- 朝田竜吉：仲雅美
- 沖島雄介：岡田裕介
- 高野淳三郎：仲谷昇
- 高野綾子：岩崎加根子
- 辰之肋：山本豊三
- 母親：浦辺粂子
- みどり：進千賀子
- 校長：佐々木孝丸
- 教頭：穂積隆信
- 金子：財津一郎
- 亀田刑事：加藤嘉

### 製作
由美かおるは前作『同棲時代 ―今日子と次郎―』のヌードや大胆な濡れ場が話題を呼び、大人の演技で人気を取り戻したが、続編（『新・同棲時代 愛のくらし』）のオファーにはカマトトぶりを発揮し「裸はもうイヤ！」と出演を拒否した。しかし『同棲時代』以上にエロティック描写が織り込まれると予想された本作の主演を受けた。

### エピソード
- 由美かおるが全裸で水浴びして、和服姿の男性に抱きつく、美しいCMNFシーンがある。男性ヌードはない。
- 映画およびレコードに対し、ある作家が自著を盗作したとの指摘がなされたが、その後、類似性無しとしてヤングコミック誌において抗議見解を掲載した[4]。

### ビデオソフト
- 1980年代初頭に松竹ホームビデオから、テレビサイズのビデオが4万9000円で発売された（後に2万9000円に価格改定）[5][6]。
- 2004年5月25日に松竹から発売された『由美かおる DVD-BOX』で、映画『同棲時代 ―今日子と次郎―』とのカップリングでDVD化された。
- 2015年7月3日に松竹からBDが発売された。